# Mudhoney
Mudhoney est un groupe de grunge américain, originaire de Seattle, dans l'État de Washington.

## Biographie

### Débuts (1988–1999)
Le groupe est fondé en 1988 par Mark Arm (chant), Steve Turner (guitare), Dan Peters (batterie), et Matt Lukin (basse). Mark Arm et Steve Turner se connaissaient depuis Green River (formé en 1984). Leurs premières productions sur le label Sub Pop, qui obtiennent un relatif succès, contribuent à la définition du « son de Seattle » et du grunge. Un premier maxi 45 tours du nom de SuperFuzz BigMuff, contenant entre autres Touch Me I'm Sick (qui sera repris par Sonic Youth) sort en 1988 chez Sub Pop.
Mudhoney enchaîne ensuite avec deux albums sur le même label, Mudhoney en 1989 (dont Spacemen 3 reprend le titre When Tomorrow Hits) et Every Good Boy Deserves Fudge en 1991. À la suite du bon accueil de ces disques et du phénomène médiatique autour de Seattle et du grunge, ils signent sur la major Reprise Records.

### Après Matt Lukin (depuis 2000)

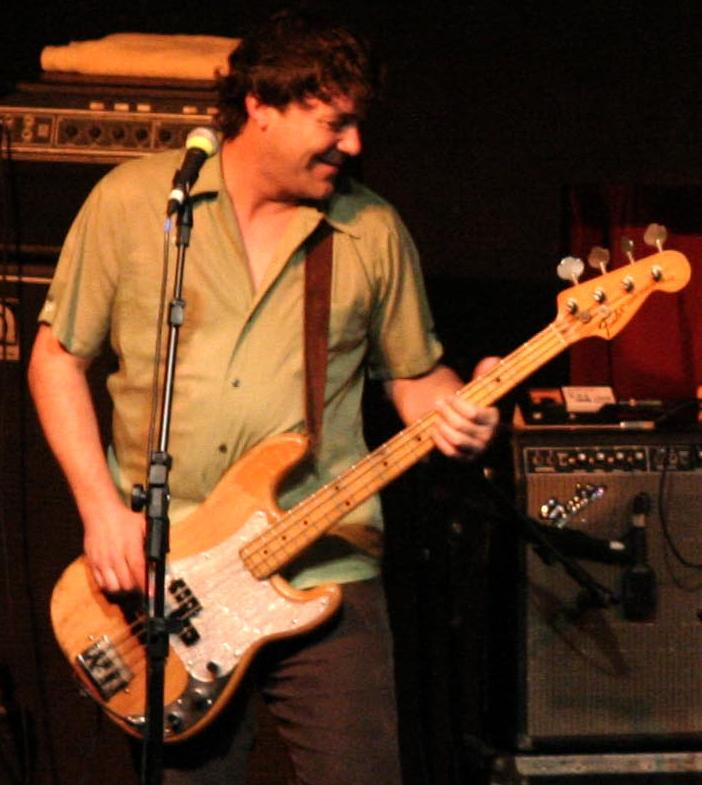
Guy Maddison, bassiste du groupe, en 2007.

Le premier album de Mudhoney chez Reprise Records, Piece of Cake (1992), s'écarte du grunge pour se rapprocher du garage rock, mais trois ans plus tard My Brother the Cow marque un retour à leur son d'origine, (entre-temps, le groupe a participé en 1993 à la B.O. du film Judgment Night avec le rappeur Sir Mix-a-Lot). L'album suivant, Tomorrow Hit Today (1998), enregistré avec l’aide du producteur Jim Dickinson, continue dans cette lignée en y incorporant des éléments de blues rock. Malgré le succès des tournées, les ventes sont au plus bas, et après ce dernier album Reprise décide de se séparer du groupe. Peu après, le bassiste Matt Lukin les quitte, lassé des tournées. Pendant cette période Mudhoney ne donne plus que de rares concerts dans leur région d'origine du nord-ouest ; beaucoup pensent alors que le groupe va s'arrêter. La carrière de Mudhoney est racontée dans Our Band Could Be Your Life, un essai sur les groupes underground américains.
Toutefois le succès des concerts persuade les membres de relancer leur carrière. Ils effectuent un retour aux sources en signant à nouveau chez Sub Pop. En 2000 sort la double compilation March to Fuzz qui rassemble un Best of ainsi que les raretés et faces B du groupe,,. L’année suivante, Here Comes Sickness compile les enregistrements du groupe effectués par la BBC, dont un concert au festival de Reading de 1995.
En 2002, le bassiste Guy Maddison les rejoint pour un album aux accents rock progressif intitulé Since We've Become Translucent,,. En 2005, le groupe rejoue l'intégralité de Superfuzz Bigmuff plus Early Singles pour l'évènement Don't Look Back, au KOKO de Londres,.  En 2006 sort Under a Billion Suns,,. En 2008 sort l'album The Lucky Ones ainsi qu'une réédition de Superfuzz Bigmuff Plus Early Singles agrémentée de démos et de deux concerts enregistrés à l'automne 1988,.
En novembre 2012 sort le DVD Mudhoney: Live in Berlin, 1988, enregistrement du premier concert donné par le groupe hors des États-Unis. En décembre 2012, un documentaire intitulé I'm Now: The Story of Mudhoney retrace la carrière du groupe avec des images d’archive et divers témoignages (Thurston Moore, Jeff Ament, Kim Thayil…),.
En avril 2013 sort l'album Vanishing Point,,, suivi d'une tournée nord-américaine et européenne. En juillet 2013, à l'occasion des vingt-cinq ans du label Sub Pop, Mudhoney donne un concert au sommet de la tour Space Needle de Seattle. Les dix titres de ce concert sont publiés en avril 2014 sous la forme d'un vinyle limité à 2700 exemplaires : On Top! KEXP Presents Mudhoney Live on Top of the Space Needle. Un autre album live de dix titres intitulé Live at Third Man Records (maison de disque de Jack White) sort en mars 2014,. En août 2014, leur album My Brother The Cow est réédité au format vinyle par le label Music on Vinyl. En octobre 2014, c'est au tour de l'album Piece Of Cake d'être réédité par ce même label.

## Discographie

### Albums studio
- 1989 : Mudhoney
- 1991 : Every Good Boy Deserves Fudge
- 1992 : Piece of Cake
- 1995 : My Brother the Cow
- 1998 : Tomorrow Hit Today
- 2002 : Since We've Become Translucent
- 2006 : Under a Billion Suns
- 2008 : The Lucky Ones
- 2013 : Vanishing Point
- 2018 : Digital Garbage
- 2023 : Plastic Eternity

### EP
- 1988 : Superfuzz Bigmuff
- 1990 : Boiled Beef and Rotting Teeth
- 1993 : Five Dollar Bob's Mock Cooter Stew
- 2019 : Morning in America

### Compilations et enregistrements publics
- 1990 : Superfuzz Bigmuff plus Early Singles (compilation)
- 2000 : March to Fuzz (best-of)
- 2000 : Here Comes Sickness/The Best of the BBC Recordings
- 2007 : Live Mud (Sub Pop)
- 2014 : Live At Third Man Records (Third Man Records)
- 2014 : On Top! (KEXP Presents Mudhoney Live On Top Of The Space Needle) (Sub Pop)
- 2018 : LiE (Live in Europe) (Sub Pop)

### Singles
- 1988 : Touch Me I'm Sick / Sweet Young Thing Ain't Sweet No More
- 1988 : Touch Me I'm Sick / Halloween (single partagé avec Sonic Youth)
- 1989 : You Got It (Keep It Outta My Face) / Burn It Clean
- 1989 : This Gift / Baby Help Me Forget
- 1990 : You're Gone / Thorn / You Make Me Die
- 1991 : Let It Slide / Ounce of Deception / Checkout Time
- 1991 : She's Just Fifteen / Jagged Time Lapse
- 1992 : You Stupid Asshole / Knife Maunal
- 1992 : Suck You Dry / Deception Pass
- 1994 : Blinding Sun / King Sandbox
- 1994 : Pump it Up / Stomp
- 1994 : Tonight I Think I'm Gonna Go Downtown / Blinding Sun (single partagé avec Jimmie Dale Gilmore)
- 1995 : Generation Spokesmodel / Not Goin' Down That Road Again
- 1995 : Into Yer Shtik / You Give me the Creeps
- 1995 : Goat Cheese / Porn Weasel (single partagé avec Strapping Fieldhands)
- 1998 : Night of the Hunted / Brand New Face
- 1999 : Butterfly Stroke / Editions of You
- 1999 : Fuzz Gun 2001 / Blues For Stoner / Encounter (single partagé avec Davie Allan & The Arrows)
- 2002 : Sonic Infusion / Long Way to Go
- 2006 : It Is Us / Dig Those Trenches
- 2008 : Street Waves / Gonna Make You
- 2013 : Did He Die / Driving Me Insane
- 2013 : New World Charm / Swimming In Beer / The Swimming In Beer Blues
- 2013 : Sugar Daddy Live Split Series (single partagé avec Melvins)
- 2018 : One Bad Actor / They Put You Up To This (single partagé avec Hot Snakes)